# Josephine Onyia
Josephine Onyia, född den 15 juli 1986 i Lagos, Nigeria, är en friidrottare som sedan 2008 tävlar för Spanien. Hennes specialdistans är 100 meter häck.

## Karriär
Onyia blev fyra på junior-VM 2003 och under inomhussäsongen 2008 slutade hon på åttonde plats vid inomhus VM i Valencia. Den 1 juni 2008 vann hon Golden League-tävlingen i Berlin på det nya personbästat 12,50. Hon deltog även vid Olympiska sommarspelen 2008 men blev där utslagen i semifinalen på 100 meter häck och tog sig därmed inte vidare till finalen.